# Суворовский сельсовет (Ставропольский край)
Суворовский сельсовет — упразднённое муниципальное образование в составе Предгорного района Ставропольского края Российской Федерации.
Административный центр — станица Суворовская.

## География
Суворовский сельсовет расположен в южной части Ставропольского края. Общая площадь территории муниципального образования составляет 3475 км².
Суворовский сельсовет граничит с Карачаево-Черкесской Республикой и Минераловодским районом Ставропольского края, станицами Бекешевской и Боргустанской, а также с Новоблагодарненским, Тельмановским сельсоветами Предгорного района Ставропольского края.

## История
Статус и границы сельского поселения установлены Законом Ставропольского края от 4 октября 2004 год № 88-кз «О наделении муниципальных образований Ставропольского края статусом городского, сельского поселения, городского округа, муниципального района».
С 16 марта 2020 года, в соответствии с Законом Ставропольского края от 31 января 2020 г. № 12-кз, все муниципальные образования Предгорного муниципального района были преобразованы путём их объединения в единое муниципальное образование Предгорный муниципальный округ.

## Население
| 1989    | 2002    | 2010    | 2011    | 2012    | 2013    |
| ------- | ------- | ------- | ------- | ------- | ------- |
| 15 021  | ↗17 836 | ↗18 580 | ↗18 586 | ↗18 648 | ↗18 741 |
| 2014    | 2015    | 2016    | 2017    | 2018    | 2019    |
| ↗18 858 | ↗19 011 | ↗19 092 | ↗19 164 | ↗19 227 | ↘19 160 |
| 2020    |         |         |         |         |         |
| ↘19 136 |         |         |         |         |         |

Национальный состав
По итогам переписи населения 2010 года проживали следующие национальности (национальности менее 1 %, см. в сноске к строке «Другие»):
| Национальность | Численность | Процент |
| -------------- | ----------- | ------- |
| Русские        | 10 221      | 55,01   |
| Греки          | 5430        | 29,22   |
| Армяне         | 1377        | 7,41    |
| Цыгане         | 470         | 2,53    |
| Другие         | 1082        | 5,82    |
| Итого          | 18 580      | 100,00  |

## Официальная символика

### Герб Суворовского сельсовета
Герб Суворовского сельсовета разработан художником И. Л. Проститовым (Ставрополь) и утверждён решением Совета депутатов Суворовского сельсовета от 20 октября 2003 года (по другим данным — решением от 23 октября 2003 года № 116а). 31 октября 2006 года внесён в Государственный геральдический регистр с присвоением регистрационного номера 2516.
Описание герба:
Рассечённый червлёно-лазоревый щит под серебряной стенозубчатой вершиной о трёх зубцах. В почётной части щита — золотой крест прямой «греческой» формы, сопровождаемый снизу скрещёнными серебряными шашкой и кинжалом. Под щитом на червлёной ленте золотыми буквами девиз — «Вера, Отечество, Честь».
Значение символов:
Поле щита, окрашенное в червлёный и лазоревый цвета (цвета Кубанского и Терского казачьих войск), символизирует географическое расположение станицы Суворовской на границе между этими войсками. Стенозубчатая вершина (знак крепости), шашка и кинжал (атрибуты казака) символизируют военную историю казачьей станицы. Золотой крест «греческой» формы символизирует православное вероисповедание и единство местного населения — русских и греков, а также указывает на историческое название станицы — Карантинная.

### Флаг Суворовского сельсовета
Флаг Суворовского сельсовета составлен И. Л. Проститовым на основе герба и утверждён Советом депутатов Суворовского сельсовета 20 октября 2003 года (по другим данным — решением от 23 октября 2003 года № 116а). 31 октября 2006 года внесён в Государственный геральдический регистр с присвоением регистрационного номера 2517.
Описание флага:
Прямоугольное полотнище с соотношением длины к ширине 2:3, разделённое на две равновеликие горизонтальные полосы синего и красного цветов, с белой полосой вдоль древка в 1/4 ширины полотнища, несущее жёлтый прямой крест.

## Состав сельского поселения
В состав территории Суворовского сельсовета входят 3 населённых пункта:
| № | Населённый пункт | Тип населённого пункта          | Население |
| - | ---------------- | ------------------------------- | --------- |
| 1 | Свобода          | село                            | ↗900      |
| 2 | Суворовская      | станица, административный центр | ↗19 378   |
| 3 | Сухоозёрный      | хутор                           | ↘100      |

## Органы власти
Представительный орган — совет депутатов Суворовского сельсовета, состоит из 15 депутатов, избранных на муниципальных выборах 2 декабря 2007 года по трём многомандатным избирательным округам.
Главы администрации
- Леонов Эдуард Алексеевич
- Фёдоров Олег Алексеевич[5]